# College voor promoties
Het College voor Promoties is een universitair college dat belast is met zaken rond Wetenschappelijke promoties.
Het college kan van de universiteit waartoe het behoort, doctoraten en eredoctoraten verlenen. Tevens is het verantwoordelijk voor ander beleid aangaande promoties zoals het universitair promotiereglement. Het kan ook advies uitbrengen over andere kwesties betreffende het onderwijs en de wetenschapsbeoefening aan de universiteit.
Lid van dit college zijn de decanen van de faculteiten en de Rector magnificus.